# Helga Nowitzki
Helga Nowitzki (* um 1944), geb. Bredenbröcker, ist eine ehemalige deutsche Basketballnationalspielerin. Sie ist die Mutter von Dirk Nowitzki und Silke Nowitzki.
Helga Nowitzki spielte für die deutsche Basketballnationalmannschaft der Damen. Mit der TG Würzburg gewann sie mehrere süddeutsche Meisterschaften. 1966 nahm Helga Nowitzki an der Basketball-Europameisterschaft teil.